# Gigantochloa parvifolia
Gigantochloa parvifolia là một loài thực vật có hoa trong họ Hòa thảo. Loài này được (Gamble) T.Q.Nguyen mô tả khoa học đầu tiên năm 1990.